# Acuña Island
Acuña Island – niewielka niezamieszkana wyspa, leżąca w odległości 0,2 km na południe od Point Rae na wyspie Laurie w archipelagu Orkadów Południowych. Odkryta w 1903 roku przez szkocką wyprawę arktyczną pod dowództwem Williama S. Bruce'a. Nazwana na cześć argentyńskiego meteorologa Hugo A. Acunii.